# Shanduraï
Pour plus de détails, voir Fiche technique et Distribution.
Shanduraï  (titre original : L'assedio) est un film italo-britannique réalisé par Bernardo Bertolucci, sorti en 1998.

## Synopsis
Le mari de Shanduraï a été emprisonné par la dictature. Celle-ci a trouvé refuge en Italie, et effectue des ménages chez un musicien excentrique qui vit dans un palais. Ce dernier va se livrer à tous les sacrifices pour faire libérer son mari, dont la vente de son piano. C'est un film de non-dits, de séduction et de désir.

## Fiche technique
- Titre : Shanduraï
- Titre original : L'assedio
- Réalisation : Bernardo Bertolucci

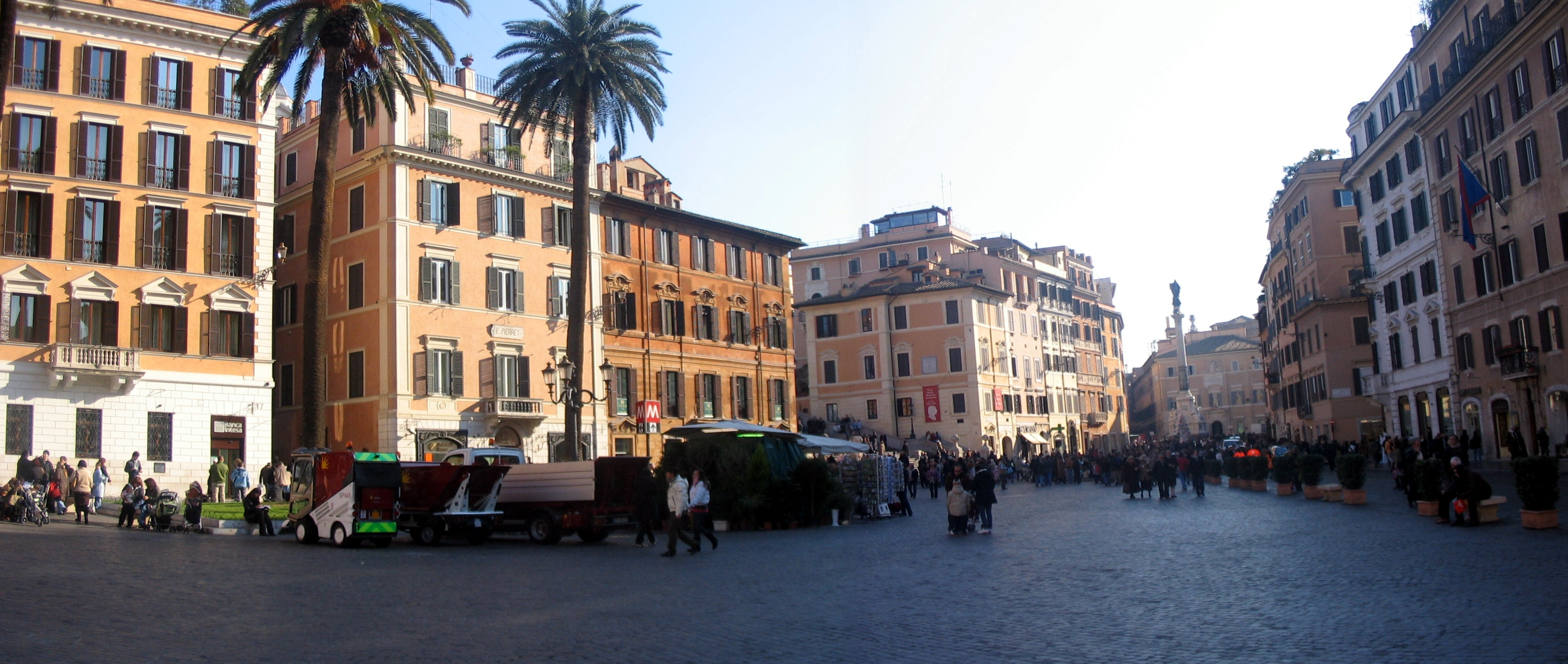
Entre les paumes: Palais Kinsky et l'entrée du métro sur la Piazza di Spagna

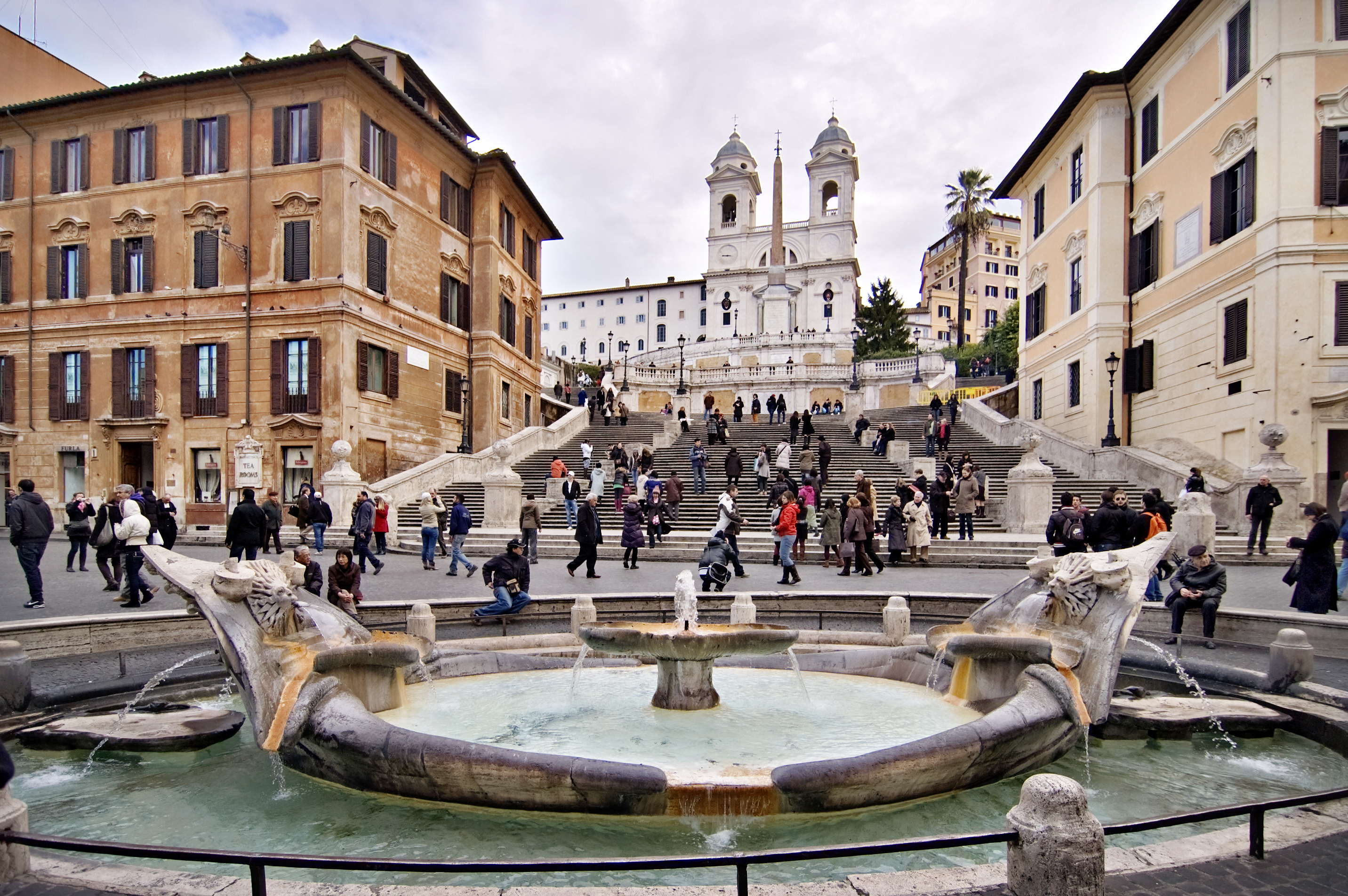
Les escaliers d'Espagne près de la Piazza di Spagna. Le lieu de tournage était derrière la maison d'angle gauche.

- Scénario : Clare Peploe, Bernardo Bertolucci et James Lasdun
- Musique : Alessio Vlad
- Photographie : Fabio Cianchetti
- Montage : Jacopo Quadri
- Production : Massimo Cortesi
- Société de production : Fiction, Navert Film, Mediaset, Tele+ et BBC
- Pays :  Italie et  Royaume-Uni
- Genre : Drame et romance
- Durée : 93 minutes
- Dates de sortie : 
  -  Canada : 14 septembre 1998 (festival international du film de Toronto)
  -  Italie : 5 février 1999
  -  France : 3 mars 1999

## Distribution
- Thandiwe Newton (VF : Jocelyne « Mbembo » Nzunga) : Shanduraï
- David Thewlis : Jason Kinsky, le pianiste et propriétaire
- Claudio Santamaria : Agostino
- John C. Ojwang : le chanteur
- Cyril Nri (en) : le prêtre

 Source et légende : version française (VF) sur RS Doublage